# Selago nigromontana
Selago nigromontana är en flenörtsväxtart som beskrevs av O.M. Hilliard. Selago nigromontana ingår i släktet Selago och familjen flenörtsväxter. Inga underarter finns listade i Catalogue of Life.